# Sompting
Sompting är en parish i Storbritannien.   Den ligger i grevskapet West Sussex och riksdelen England, i den södra delen av landet, 70 kilometer söder om huvudstaden London.